# Eleven hal úszik a víz alatt
„Eleven hal úszik a víz alatt” (egyes változatokban úszkál) a magyar változata annak a mondatnak, amely mind a három széleskörűen használt finnugor nyelvben jelenleg is közel azonos formában létezik, s melynek minden egyes szava a közös ősnyelvig vezethető vissza. A mondatokat egy észt nyelvész, Mall Hellam alkotta meg, bár később a nagyobb hasonlóság érdekében mások néhány szó különböző ragozott alakját használják.
Eredeti változat:
- Észtül: Elav kala ujub vee all.
- Finnül: Elävä kala ui veden alla.
- Magyarul: Eleven hal úszik a víz alatt.

Alternatív változat:
- Finnül: Elävä kala uiskentelee veden alla.[1]
- Magyarul: Eleven hal úszkál a víz alatt.

Bár a fenti mondatok ránézésre nagyfokú hasonlóságot mutatnak, a Pennsylvaniai Egyetem tanulmánya szerint sem a finnek a magyar, sem a magyarok a finn verziót nem értik meg.
Jól példázza az ugor nyelvek és a balti-finn nyelvek között évszázadok alatt létrejött nagyfokú elágazódást az a tény, hogy egyelőre csak egyetlen ilyen mondatot tudtak megalkotni.

## Lásd még
- Finnugor nyelvrokonság.